# Radoslav Lopašić
Radoslav Lopašić (Karlovac, 20. svibnja 1835. – Zagreb, 25. travnja 1893.), bio je hrvatski povjesničar, po struci pravnik. Bio je povjesničar skromnog ponašanja, ali prebogatih vrela intelektualne snage. Zvali su ga "Živi arhiv". Bio je akademik u Hrvatskoj akademiji znanosti i umjetnosti, gospodarski potpredsjednik Matice hrvatske i autor velikog broja historiografskih članaka i više knjiga o povijesti Hrvata.

## Životopis
Radoslav Lopašić rođen je u Karlovcu 1835. godine. Otac Mirko bio je karlovački gradski sudac, u vrijeme Radoslavovoga rođenja načelnik. Oca je izgubio 1838. godine, a nedugo nakon toga 1843. godine i majku Magdalenu rođenu Dobrilović. Za osmogodišnjega Radoslava brinuo se njegov polubrat Liberat (Ladislav) Lopašić, koji je preuzeo skrbništvo nad Radoslavom. Nakon pohađanja karlovačke i zagrebačke gimnazije, 1856. godine upisao je Pravoslovnu akademiju (današnji Pravni fakultet Sveučilišta u Zagrebu). Zbog krhkog zdravlja i lošeg predznanja, studij nikada nije završio, nego je pravo nastavio izučavati privatno.
Lopašić je 1860. godine izabran za karlovačkog općinskog glavara. Već ga je iste godine ban smijenio s položaja zbog članka objavljenog u Narodnim novinama. Na prijedlog zagrebačkog velikog župana Ivana Kukuljevića Sakcinskog, Lopašić je 1861. godine imenovan pristavom (pomoćnim sudskim službenikom) severinskog kotara, gdje je sudac tada bio Josip pl. Vranyczany. Nakon Vranyczanyjeve smrti 1866. godine Lopašić je imenovan na njegovo mjesto te postaje severinskim kotarskim sucem. Tijekom obavljanja službe brinuo se za pučke škole i sirotinju, za što je dobio priznanje zemaljske vlade 1868. godine. Godine 1871. imenovan je podbilježnikom Zagrebačke županije. Izabran je u odbor Matice hrvatske 1877. godine te je bio njezinim potpredsjednikom sve do smrti. Postao je dopisnim članom Hrvatske akademije znanosti i umjetnosti (tada JAZU) 21. prosinca 1883. godine.
Nakon dugotrajne bolesti, umirovljen je 1891. godine. Za vrijeme dopusta i mirovine posvetio se znanstvenom radu te pripremao brojna djela za tisak.
Umro je 25. travnja 1893. godine, ostavivši neobjavljenim mnogo prikupljenog materijala. Pokopan je na zagrebačkome groblju Mirogoju.

## Djela
- Karlovac: poviest i mjestopis grada i okolice, Poučna knjižnica Matice hrvatske, knj. 6, Matica hrvatska, Zagreb, 1879. (repr. Matica hrvatska Karlovac, Karlovac, 1993.)
- Žumberak: crte mjestopisne i poviestne, Tisak Dioničke tiskare, Zagreb, 1881.
- Križanić-Turanj: u slavu devetdesetgodišnjega rodjendana (19. rujna 1882.) presv. i preč. gospodina Jurja Križanića ...: (sa slikom Križanić-Turnja), Tisak Dioničke tiskare, Zagreb, 1882.
- Novi Grad na Dobri: (sa slikom), Tisak Dioničke tiskare, Zagreb, 1882.
- Obćina draganićka, Tiskara Narodnih novinah, Zagreb, 1883.
- Uspomena na put u Slunjsku krajinu god. 1865., Tisak Dioničke tiskare, Zagreb, 1883.
- Spomenici hrvatske Krajine, knjiga I. od god. 1479. do 1610., Monumenta spectantia historiam Slavorum meridionalium, knj. 15, Jugoslavenska akademija znanosti i umjetnosti, Zagreb, 1884.
- Nikola Jurišić, Tisak Dragutina Albrechta, Zagreb, 1884.
- Spomenici hrvatske Krajine, knjiga II. od god. 1610. do 1693., Monumenta spectantia historiam Slavorum meridionalium, knj. 16, Jugoslavenska akademija znanosti i umjetnosti, Zagreb, 1885.
- Dva hrvatska junaka: Marko Mesić i Luka Ibrišimović: sa 7 slika, Matica hrvatska, Zagreb, 1888. (Dva hrvatska junaka: Marko Mesić i Luka Ibrišimović / napisao Radoslav Lopašić., Bibliofilska izdanja. Niz Reprinti, knj. 12, Kršćanska sadašnjost, 1989.)
- Spomenici hrvatske Krajine, knjiga III. od god. 1693. do 1780. I u Dodatku od g. 1531. do 1730., Monumenta spectantia historiam Slavorum meridionalium, knj. 20, Jugoslavenska akademija znanosti i umjetnosti, Zagreb, 1889.
- Bihać i Bihaćka krajina: mjestopisne i poviestne crtice, Matica hrvatska, Zagreb, 1890. (2. izd. 1943.)
- Oko Kupe i Korane: mjestopisne i povjestne crtice: sa dvadeset i tri slike i jednom zemljopisnom kartom, dopunio Emilij Laszowski, Matica hrvatska, Zagreb, 1895. (repr.  Gradska biblioteka "Ivan Goran Kovačić", [1988.])
- Urbar modruški od god. 1486., Knjižnica Ogranka Matice hrvatske Ogulin, knj. 5, Ogranak Matice hrvatske, Ogulin, 1997. ISBN 953-96363-4-5 (priredio)[6]

## Vanjske poveznice
- Dva hrvatska junaka: Marko Mesić i Luka Ibrišimović
- Bihać i Bihaćka krajina: mjestopisne i poviestne crtice
- Oko Kupe i Korane: mjestopisne i povjestne crtice
- Spomenici hrvatske Krajine